# Because we believe
Because we believe is een lied van de Italiaanse zanger Andrea Bocelli. Het nummer werd in Nederland en Vlaanderen uitgebracht als single met daarop extra vocals van Marco Borsato. Borsato's stille wens ging hierbij in vervulling. De zangpartijen werden opgenomen in Bocelli's studio in Italië. Omdat het lied in het Engels is, geldt dit als derde single van Borsato in deze taal. Tevens is het de eerste nummer 1-hit van Borsato in een andere taal dan het Nederlands.
De single stond 14 weken in de Nederlandse Top 40, waarvan zes weken op nummer 1; in de Single Top 100 stond het 22 weken genoteerd, waarvan 5 weken op de eerste plaats. In Vlaanderen komt hij niet verder dan plaats 4, maar staat wel zeven weken langer genoteerd dan in Nederland. Uiteindelijk behoort de single hier 19 weken tot de beste 40.
Het nummer stond centraal rond de Olympische Winterspelen 2006, die bij de Italiaanse Alpenstad Turijn gehouden werden. Tijdens de slotceremonie werd het lied gezongen, echter door Bocelli alleen.
Tijdens Borsato's concertenreeks Symphonica in Rosso, kwam Bocelli eenmaal speciaal over om het lied te zingen tijdens de dvd-opnames.

## Hitnotering
| "Because we believe" in de Nederlandse Top 40 - binnen: 11 februari 2006 | "Because we believe" in de Nederlandse Top 40 - binnen: 11 februari 2006 | "Because we believe" in de Nederlandse Top 40 - binnen: 11 februari 2006 | "Because we believe" in de Nederlandse Top 40 - binnen: 11 februari 2006 | "Because we believe" in de Nederlandse Top 40 - binnen: 11 februari 2006 | "Because we believe" in de Nederlandse Top 40 - binnen: 11 februari 2006 | "Because we believe" in de Nederlandse Top 40 - binnen: 11 februari 2006 | "Because we believe" in de Nederlandse Top 40 - binnen: 11 februari 2006 | "Because we believe" in de Nederlandse Top 40 - binnen: 11 februari 2006 | "Because we believe" in de Nederlandse Top 40 - binnen: 11 februari 2006 | "Because we believe" in de Nederlandse Top 40 - binnen: 11 februari 2006 | "Because we believe" in de Nederlandse Top 40 - binnen: 11 februari 2006 | "Because we believe" in de Nederlandse Top 40 - binnen: 11 februari 2006 | "Because we believe" in de Nederlandse Top 40 - binnen: 11 februari 2006 | "Because we believe" in de Nederlandse Top 40 - binnen: 11 februari 2006 | "Because we believe" in de Nederlandse Top 40 - binnen: 11 februari 2006 |
| Week                                                                     | 1                                                                        | 2                                                                        | 3                                                                        | 4                                                                        | 5                                                                        | 6                                                                        | 7                                                                        | 8                                                                        | 9                                                                        | 10                                                                       | 11                                                                       | 12                                                                       | 13                                                                       | 14                                                                       |                                                                          |
| ------------------------------------------------------------------------ | ------------------------------------------------------------------------ | ------------------------------------------------------------------------ | ------------------------------------------------------------------------ | ------------------------------------------------------------------------ | ------------------------------------------------------------------------ | ------------------------------------------------------------------------ | ------------------------------------------------------------------------ | ------------------------------------------------------------------------ | ------------------------------------------------------------------------ | ------------------------------------------------------------------------ | ------------------------------------------------------------------------ | ------------------------------------------------------------------------ | ------------------------------------------------------------------------ | ------------------------------------------------------------------------ | ------------------------------------------------------------------------ |
| Nummer                                                                   | 1                                                                        | 1                                                                        | 1                                                                        | 1                                                                        | 1                                                                        | 1                                                                        | 2                                                                        | 3                                                                        | 5                                                                        | 10                                                                       | 10                                                                       | 12                                                                       | 19                                                                       | 32                                                                       | uit                                                                      |

| "Because we believe" in de Single Top 100 - binnen: 11 februari 2006 | "Because we believe" in de Single Top 100 - binnen: 11 februari 2006 | "Because we believe" in de Single Top 100 - binnen: 11 februari 2006 | "Because we believe" in de Single Top 100 - binnen: 11 februari 2006 | "Because we believe" in de Single Top 100 - binnen: 11 februari 2006 | "Because we believe" in de Single Top 100 - binnen: 11 februari 2006 | "Because we believe" in de Single Top 100 - binnen: 11 februari 2006 | "Because we believe" in de Single Top 100 - binnen: 11 februari 2006 | "Because we believe" in de Single Top 100 - binnen: 11 februari 2006 | "Because we believe" in de Single Top 100 - binnen: 11 februari 2006 | "Because we believe" in de Single Top 100 - binnen: 11 februari 2006 | "Because we believe" in de Single Top 100 - binnen: 11 februari 2006 | "Because we believe" in de Single Top 100 - binnen: 11 februari 2006 | "Because we believe" in de Single Top 100 - binnen: 11 februari 2006 | "Because we believe" in de Single Top 100 - binnen: 11 februari 2006 | "Because we believe" in de Single Top 100 - binnen: 11 februari 2006 | "Because we believe" in de Single Top 100 - binnen: 11 februari 2006 | "Because we believe" in de Single Top 100 - binnen: 11 februari 2006 | "Because we believe" in de Single Top 100 - binnen: 11 februari 2006 | "Because we believe" in de Single Top 100 - binnen: 11 februari 2006 | "Because we believe" in de Single Top 100 - binnen: 11 februari 2006 | "Because we believe" in de Single Top 100 - binnen: 11 februari 2006 | "Because we believe" in de Single Top 100 - binnen: 11 februari 2006 | "Because we believe" in de Single Top 100 - binnen: 11 februari 2006 |
| Week                                                                 | 1                                                                    | 2                                                                    | 3                                                                    | 4                                                                    | 5                                                                    | 6                                                                    | 7                                                                    | 8                                                                    | 9                                                                    | 10                                                                   | 11                                                                   | 12                                                                   | 13                                                                   | 14                                                                   | 15                                                                   | 16                                                                   | 17                                                                   | 18                                                                   | 19                                                                   | 20                                                                   | 21                                                                   | 22                                                                   |                                                                      |
| -------------------------------------------------------------------- | -------------------------------------------------------------------- | -------------------------------------------------------------------- | -------------------------------------------------------------------- | -------------------------------------------------------------------- | -------------------------------------------------------------------- | -------------------------------------------------------------------- | -------------------------------------------------------------------- | -------------------------------------------------------------------- | -------------------------------------------------------------------- | -------------------------------------------------------------------- | -------------------------------------------------------------------- | -------------------------------------------------------------------- | -------------------------------------------------------------------- | -------------------------------------------------------------------- | -------------------------------------------------------------------- | -------------------------------------------------------------------- | -------------------------------------------------------------------- | -------------------------------------------------------------------- | -------------------------------------------------------------------- | -------------------------------------------------------------------- | -------------------------------------------------------------------- | -------------------------------------------------------------------- | -------------------------------------------------------------------- |
| Nummer                                                               | 1                                                                    | 1                                                                    | 1                                                                    | 1                                                                    | 1                                                                    | 3                                                                    | 2                                                                    | 2                                                                    | 4                                                                    | 7                                                                    | 11                                                                   | 13                                                                   | 14                                                                   | 23                                                                   | 27                                                                   | 26                                                                   | 32                                                                   | 42                                                                   | 57                                                                   | 65                                                                   | 71                                                                   | 94                                                                   | uit                                                                  |

| "Because we believe" in de Vlaamse Ultratop 50 - binnen: 11 februari 2006 | "Because we believe" in de Vlaamse Ultratop 50 - binnen: 11 februari 2006 | "Because we believe" in de Vlaamse Ultratop 50 - binnen: 11 februari 2006 | "Because we believe" in de Vlaamse Ultratop 50 - binnen: 11 februari 2006 | "Because we believe" in de Vlaamse Ultratop 50 - binnen: 11 februari 2006 | "Because we believe" in de Vlaamse Ultratop 50 - binnen: 11 februari 2006 | "Because we believe" in de Vlaamse Ultratop 50 - binnen: 11 februari 2006 | "Because we believe" in de Vlaamse Ultratop 50 - binnen: 11 februari 2006 | "Because we believe" in de Vlaamse Ultratop 50 - binnen: 11 februari 2006 | "Because we believe" in de Vlaamse Ultratop 50 - binnen: 11 februari 2006 | "Because we believe" in de Vlaamse Ultratop 50 - binnen: 11 februari 2006 | "Because we believe" in de Vlaamse Ultratop 50 - binnen: 11 februari 2006 | "Because we believe" in de Vlaamse Ultratop 50 - binnen: 11 februari 2006 | "Because we believe" in de Vlaamse Ultratop 50 - binnen: 11 februari 2006 | "Because we believe" in de Vlaamse Ultratop 50 - binnen: 11 februari 2006 | "Because we believe" in de Vlaamse Ultratop 50 - binnen: 11 februari 2006 | "Because we believe" in de Vlaamse Ultratop 50 - binnen: 11 februari 2006 | "Because we believe" in de Vlaamse Ultratop 50 - binnen: 11 februari 2006 | "Because we believe" in de Vlaamse Ultratop 50 - binnen: 11 februari 2006 | "Because we believe" in de Vlaamse Ultratop 50 - binnen: 11 februari 2006 | "Because we believe" in de Vlaamse Ultratop 50 - binnen: 11 februari 2006 | "Because we believe" in de Vlaamse Ultratop 50 - binnen: 11 februari 2006 | "Because we believe" in de Vlaamse Ultratop 50 - binnen: 11 februari 2006 |
| Week                                                                      | 1                                                                         | 2                                                                         | 3                                                                         | 4                                                                         | 5                                                                         | 6                                                                         | 7                                                                         | 8                                                                         | 9                                                                         | 10                                                                        | 11                                                                        | 12                                                                        | 13                                                                        | 14                                                                        | 15                                                                        | 16                                                                        | 17                                                                        | 18                                                                        | 19                                                                        | 20                                                                        | 21                                                                        |                                                                           |
| ------------------------------------------------------------------------- | ------------------------------------------------------------------------- | ------------------------------------------------------------------------- | ------------------------------------------------------------------------- | ------------------------------------------------------------------------- | ------------------------------------------------------------------------- | ------------------------------------------------------------------------- | ------------------------------------------------------------------------- | ------------------------------------------------------------------------- | ------------------------------------------------------------------------- | ------------------------------------------------------------------------- | ------------------------------------------------------------------------- | ------------------------------------------------------------------------- | ------------------------------------------------------------------------- | ------------------------------------------------------------------------- | ------------------------------------------------------------------------- | ------------------------------------------------------------------------- | ------------------------------------------------------------------------- | ------------------------------------------------------------------------- | ------------------------------------------------------------------------- | ------------------------------------------------------------------------- | ------------------------------------------------------------------------- | ------------------------------------------------------------------------- |
| Nummer                                                                    | 42                                                                        | 6                                                                         | 4                                                                         | 7                                                                         | 7                                                                         | 8                                                                         | 7                                                                         | 10                                                                        | 14                                                                        | 15                                                                        | 13                                                                        | 15                                                                        | 14                                                                        | 22                                                                        | 20                                                                        | 20                                                                        | 24                                                                        | 24                                                                        | 27                                                                        | 31                                                                        | 44                                                                        | uit                                                                       |